# Idaea sordidior
Idaea sordidior là một loài bướm đêm trong họ Geometridae.